# 多馬戈·布巴羅
多馬戈·布巴羅（英語：Domagoj Bubalo，1991年8月2日—）為克羅埃西亞男子籃球運動員，場上主打中鋒位置。

## 生平
2019年8月加盟東南亞職業籃球聯賽（ABL）寶島夢想家，9月觀護盃進行測試後未續留。

## 外部連結
- 多馬戈·布巴羅的Instagram帳戶
- 多馬戈·布巴羅在fiba.basketball（英语）
- 多馬戈·布巴羅在archive.fiba.com（存檔）（英语）
- 多馬戈·布巴羅在亞得里亞海聯賽官網（英语）
- 多馬戈·布巴羅在Eurobasket.com（球員）（英语）
- 多馬戈·布巴羅在Proballers（英语）
- 多馬戈·布巴羅在RealGM（英语）